# اسلام‌آباد یک
اسلام‌آباد یا اسلام‌آباد ۱ روستایی در دهستان دشتاب بخش خبر شهرستان بافت استان کرمان ایران است.

## جمعیت
بر پایه سرشماری عمومی نفوس و مسکن در سال ۱۳۹۵ جمعیت این مکان ۱٬۱۰۶ نفر (۳۱۶ خانوار) بوده‌است.